# La vida sense la Grace
La vida sense la Grace (títol original en anglès: Grace Is Gone) és una pel·lícula de 2007, escrita i dirigida per James C. Strouse, protagonitzada per John Cusack i la banda sonora és de Clint Eastwood. Ha estat doblada al català.

## Argument
Stanley Philipps (John Cusack) acaba d'assabentar-se que la seva dona, soldat de primera en la guerra de l'Iraq ha mort, abatuda per foc enemic. Stanley s'esfondra completament i tot el seu món s'enfonsa, però no pot permetre's el luxe de plorar ja que ha de mantenir el componiment davant les seves dues filles, Heidi (Shélan O'Keffe) i Dawn (Gracie Bednarczyk). Els seus amics i familiars com John (Alessandro Nivola) intenten trobar la millor manera de comunicar-los la notícia a les petites.
Finalment decideix que el millor és portar-les de viatge i anar a un parc d'atraccions, amb la finalitat que les nenes estiguin entretingudes i estiguin felices i quan s'assabentin de la defunció de la seva mare sofreixin menys. Però l'ocasió no acaba de presentar-se, i Stanley s'aguanta el seu dolor, dissimula, esquiva preguntes i inventa històries per a elles. Tanmateix, a ell, qui li consolarà?

## Repartiment
- John Cusack (Stanley Phillips)
- Shelan O'Keefe (Heidi Phillips)
- Gracie Bednarczyk (Dawn Phillips)
- Alessandro Nivola (John Phillips)

## Recepció crítica i comercial
La pel·lícula es va estrenar el 20 de gener del 2007 al Festival de Cinema de Sundance del 2007.
El setembre de 2007 es va presentar al Festival de Cinema de Telluride, al Festival de Cinema Americà de Deauville a França, al Festival Internacional de Cinema de Toronto i al Festival de Cinema de Nova York. També s'ha mostrat al Festival de cinema i vídeo de Savannah, Starz Denver Film Festival, St. Festival Internacional de Cinema de Louis i Festival Internacional de Cinema de Gijón a Espanya. Es va strenar en llançament limitat als Estats Units el 7 de desembre de 2007, projectada en 4 cinemes.

Segons la pàgina d'Internet Rotten Tomatoes va obtenir un 62% de comentaris positius, arribant a la següent conclusió: «Un film refrescant sobre els actuals drames de la guerra de l'Iraq, [la pel·lícula] és un retrat sincer, molt ben interpretat el dolor del personatge principal.» A destacar el comentari del crític cinematogràfic Roger Ebert: 
| «              | «No és una gran pel·lícula, simplement funciona, però John Cusack realitza una gran interpretació.» | » |
| — Roger Ebert. | |   |

Segons la pàgina d'Internet Metacritic va obtenir crítiques positives, amb un 65%, basat en 18 comentaris dels quals 13 són positius. Va recaptar aproximadament 50.000 dòlars als Estats Units. Sumant les recaptacions internacionals la xifra ascendeix a 1 milió. El pressupost invertit en la producció va ser de 2 milions.

## Localitzacions
Grace Is Gone es va rodar en diverses poblacions dels Estats Units, destacant Chicago, Niles, Itasca, Westmont o Wilmette, totes elles en l'estat de Illinois. També es van rodar algunes escenes a l'estat de Florida.

## Premis
Globus d'Or
| Any  | Categoria             | Persona                                             | Resultat |
| ---- | --------------------- | --------------------------------------------------- | -------- |
| 2008 | Millor banda sonora   | Clint Eastwood                                      | Nominat  |
| 2008 | Millor cançó original | Clint Eastwood Carole Bayer Sager per Grace is Gone | Nominats |

## DVD
Grace Is Gone va sortir a la venda el 27 de maig de 2008 als Estats Units, en format DVD. El disc conté menús interactius, accés directe a escenes i subtítols i àudio en múltiples idiomes. A Espanya va sortir a la venda en format DVD. El disc conté menús interactius, accés directe a escenes, subtítols i àudio en múltiples idiomes, tràilers, documental: darrere de les cambres i entrevistes.